# União de Ciclistas do Brasil

A UCB – União de Ciclistas do Brasil é uma organização da sociedade civil que congrega Associações de Ciclistas, ciclistas e outras entidades e pessoas interessadas em promover o uso da bicicleta como meio de transporte, lazer e esporte, nas regiões urbanas e rurais, assim como a mobilidade sustentável.
A UCB, fundada 24/11/2007, nasceu da necessidade de organizar a pauta de discussões e intervenções em nível federal, o que está fora do alcance das organizações locais.
Os principais objetivos estatutários da UCB são:
- Promover o uso da bicicleta como meio de transporte, lazer e esporte nas regiões urbanas e rurais;
- Congregar e representar organizações de todo o território brasileiro que atuem na promoção da mobilidade ciclística;
- Estimular e assessorar a constituição legal de entidades de promoção do uso da bicicleta nos municípios brasileiros;
- Reunir e dispor informações voltadas ao subsídio de atividades dos seus associados e da sociedade em geral que promovam a mobilidade ciclística;
- Intervir junto a organizações governamentais, legislativas, judiciárias, empresariais e da sociedade civil, nas esferas federal, estadual e, quando for conveniente, municipal, para defender a mobilidade ciclística e os direitos dos ciclistas;
- Propor a democratização da elaboração de normas e de políticas públicas referentes à mobilidade e ao trânsito através de órgãos colegiados com a participação da sociedade civil, requerendo a participação nos mesmos;
- Estimular e contribuir para a melhoria da qualidade das bicicletas e dos seus componentes e acessórios.

Participe da UCB!
As transformações necessárias para a inclusão ciclística necessitam da participação de todas as pessoas e entidades nelas interessadas.
Para auxiliar a UCB a construir essa transformação, utilize um dos meios abaixo:
- Seja Associado da UCB: ciclistas e simpatizantes, ONGs e empresas podem ser membros Associados da UCB, conferindo força e respaldo às suas ações

- Patrocine a UCB: entre em contato conosco e apresente proposta de patrocínio para aprimorar nossa estrutura de ação

- Contribua financeiramente com a UCB: Associados e doadores externos podem contribuir para o pagamento de despesas e o desenvolvimento de projetos da UCB

- Sugira e participe de Grupos de Trabalho: A UCB estimula seus Associados a criarem e participarem de GTs para o debate, proposição e execução de atividades. Clique aqui para conhecer os GTs em atividade

- Debata conosco: Os Associados farão parte de nosso grupo de comunicação eletrônica no GoogeGroups

- Curta a UCB no Facebook e siga-nos no Twitter e Instagram!

- Difunda e busque apoio da UCB: Associados ou outras entidades podem requerer apoio e o uso da logo da UCB em eventos, projetos e outras atividades. Clique aqui para saber mais.

## História
A fundação da UCB - União de Ciclistas do Brasil aconteceu no III Encontro Brasileiro de Mobilidade por Bicicleta, que aconteceu nos dias 23 a 25 de novembro de 2007, no Rio De Janeiro. Foram aproximadamente 80 presentes e 37 sócios fundadores. Desde então vem exercendo várias atividades.
Atualmente, a UCB conta com aproximadamente 1.000 associados pessoas físicas e mais de 50 instituições, coletivos e movimentos em sua rede.